# Quartiere ENEL di Sasso Pisano
Il Villaggio Boracifero chiamato oggi anche quartiere ENEL è un intervento architettonico situato a Sasso Pisano, nel comune di Castelnuovo di Val di Cecina.

## Storia
L'intervento fa parte della serie di articolati progetti commissionati a Giovanni Michelucci dalla società geotermica "Larderello" attorno alla metà degli anni cinquanta. In un'area baricentrica rispetto alla centrale geotermoelettrica (dove Michelucci progetta e realizza nello stesso periodo la chiesa di Larderello) e l'antico borgo di Sasso Pisano, l'architetto pistoiese ipotizza un piccolo nucleo dotato di abitazioni per i dipendenti, di un centro commerciale e sociale e di una piccola cappella. I primi studi risalgono al 1956 e i disegni per la chiesetta vengono elaborati tra l'inverno dello stesso anno e gli esordi del 1957. I lavori, eseguiti dall'impresa Baldini, sono avviati poco dopo e conclusi nel 1958.

## Descrizione
La chiesa ed il complesso residenziale costituiscono un piccolo villaggio situato in prossimità del centro storico di Sasso Pisano e attestato lungo la strada statale che da Pomarance conduce verso Larderello e Castelnuovo di Val di Cecina. Tale villaggio è inserito all'interno di una zona caratterizzata dal fenomeno naturale della fuoriuscita dei gas e delle acque sulfuree, caratteristica che da un lato conferisce al paesaggio un carattere decisamente inconsueto, quasi surreale, per l'incessante emissione dei vapori, dall'altra lo qualifica come area produttiva e tecnologica grazie alla presenza degli ampi camini in cemento dal profilo conico per la trasformazione dell'energia geotermica. Il nucleo è così articolato: a valle della strada sono situati la chiesa, in posizione diagonale e in un lotto d'angolo compreso tra la statale e la viabilità di servizio, e l'attiguo ristorante; a monte il complesso residenziale, immerso nel verde, costituito da un gruppo di quattro stecche di tre schiere ciascuno (solo tre delle quali progettate da Michelucci).

### La chiesa
La chiesa, di contenute dimensioni, presenta un impianto a unica aula absidata e una volumetria compatta, fortemente connotata dal paramento lapideo a opus incertum in calcare della zona, col quale sono lastricati anche il sagrato e i percorsi perimetrali, e dal carattere volutamente semplice e rurale dell'architettura, alla quale fa da contrappunto la ricchezza luministica delle finestre in alabastro. 
Il fronte principale presenta un 'introibo', sorta di portico semplificato, definito dai due setti murari laterali e dalla copertura a falda discendente verso il portale d'ingresso, posto al centro del fronte e sovrastato da una luce a tessere di alabastro policromo e da un architrave in cemento; sul lato destro della facciata è situato il volume della sagrestia, arretrato rispetto al filo del fronte e con copertura più bassa, concluso all'estremità orientale della vela del campanile. Sul lato meridionale la cortina muraria è interrotta da due tagli finestrati, con tessere di alabastro, situati in prossimità del campanile a vela: nel corpo della sagrestia una semplice feritoia e in quello della chiesa una finestra a forma di losanga recante il segno della croce. Il fronte orientale è connotato dal sinuoso raccordo tra la base della vela del campanile e l'abside semicircolare, la cui copertura a unica falda genera, grazie alla maggiore altezza del colmo rispetto al tetto dell'aula, una cartella anch'essa a tessere di alabastro; il fronte settentrionale presenta invece una compatta cortina muraria interrotta unicamente dal taglio orizzontale di una luce rettangolare.
L'interno dell'aula è caratterizzato da un piccolo vano, a pianta rettangolare e absidato, dove il solaio a orditura lignea e manto in laterizio rimanda chiaramente all'architettura delle piccole chiese rurali. Sul lato occidentale l'interno presenta il tema decorativo della porta a tessere in alabastro, compresa tra due setti in muratura lapidea ai cui lati sono collocati rispettivamente un piccolo confessionale e fonte battesimale; a oriente l'abside è invece costituito da una semplice muratura intonacata nella quale si riflette la suggestiva luce delle finestre alabastrine; due semplici gradini segnalano il presbiterio, dominato dal semplice blocco lapideo dell'altare. Due porte sul lato meridionale immettono nelle sagrestia, anch'essa absidata, e in un vano di disimpegno.

### Il nucleo residenziale
Il nucleo residenziale è costituito da tre blocchi di quattro edifici ciascuno, caratterizzati dalla tipologia della schiera binata, dalla copertura a due falde e dagli spazi verdi di pertinenza ai due appartamenti di ciascuna cellula. La schiera tipo è su due piani fuori terra, con una porta di ingresso e un garage su ciascuno dei due fronti, così da garantire l'indipendenza degli appartamenti. Al piano primo sono situati due balconcini per fronte e un balcone più ampio, corrispondente alla copertura del sottostante garage. Per quanto concerne l'interno di ciascun appartamento, dalla porta si accede ad un soggiorno - angolo di cottura; una scala a due rampe conduce al piano superiore, con due camere ed un bagno.

## Fortuna critica
La critica concorda nel riconoscere il debito di questo progetto nei confronti della precedente chiesa di Collina e nel sottolineare il tono volutamente minore e popolare dell'opera: secondo Dezzi Bardeschi (1988) il tema della piccola chiesa "familiare" dallo spazio intimistico ha sempre interessato Michelucci; si tratta, è vero, di manufatti di ridotte dimensioni che tuttavia costituiscono il segnale premonitore, una sorta di prova in scala, di successive esperienze. In questo caso il progetto è occasione per un ritorno alle origini pauperiste del dopoguerra e alla natura e al tempo stesso segna l'avvio di quella nuova ricerca che approderà alla libertà della chiesa dell'autostrada. Riguardo al rapporto con la chiesa di Collina, diverse le considerazioni di Lugli e Conforti (1966, 1987): per il primo in questo caso il muro di pietra si modella plasticamente, accennando ad un nuovo e autonomo linguaggio mentre per la Conforti l'ispirazione risulta palese: i richiami sono espliciti nel tetto inclinato dell'aula, nel sistema d'illuminazione indiretta e nella muratura in pietrame integrata da architravi cementizi. La Conforti analizza inoltre il rapporto con la chiesa di Larderello constatando che l'unica citazione palese all'iridescenza di quella è nelle vetrate della porta d'ingresso e di due finestrelle, dalle pezzature multicolori.